# ردفان

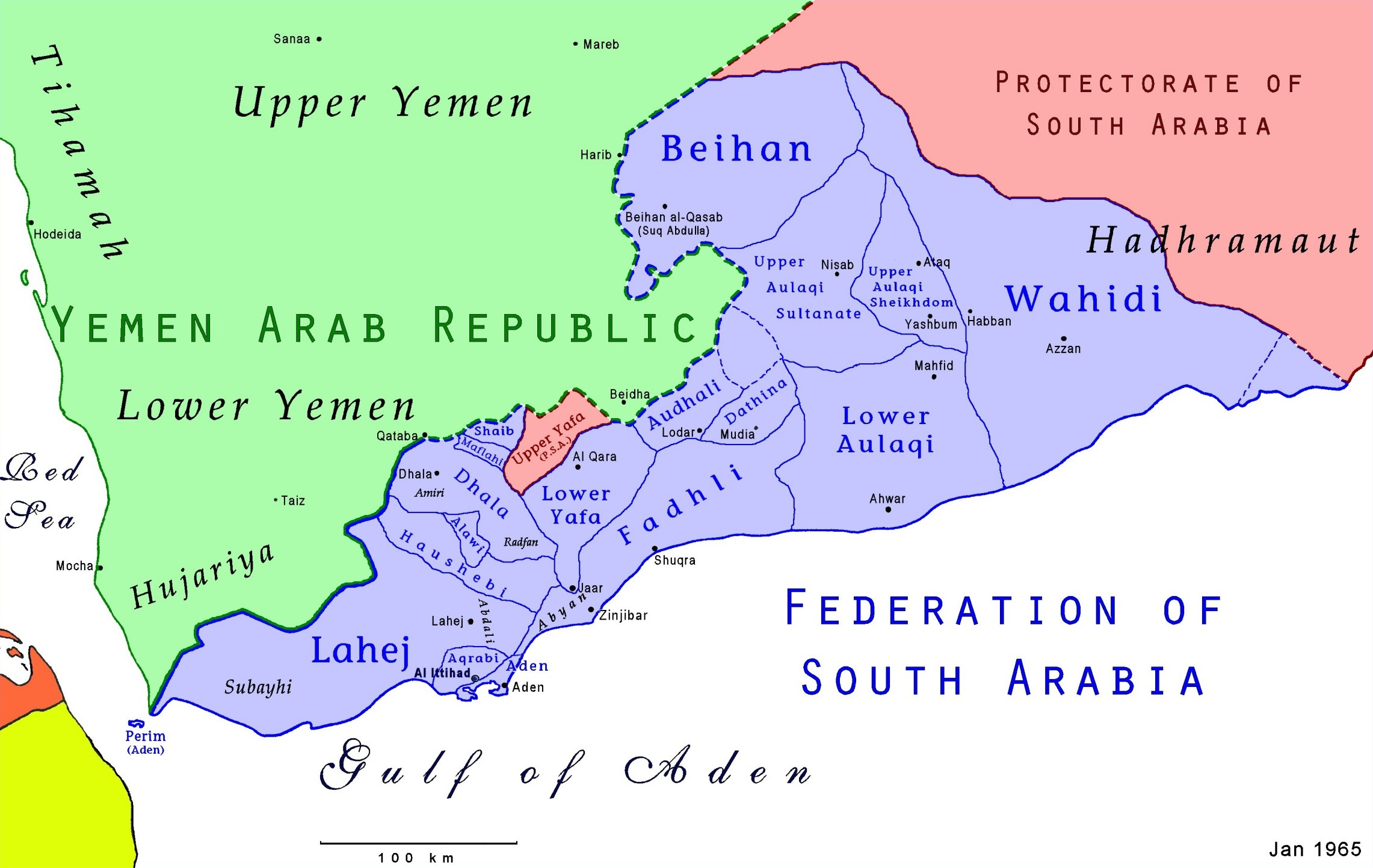
خريطة اتحاد الجنوب العربي توضح موقع ردفان في محمية الضالع.

ردفان أو تلال ردفان هي منطقة في جمهورية اليمن. في الستينيات من القرن الماضي، كانت المنطقة جزءاً من إمارة الضالع التي كانت عضواً في اتحاد الجنوب العربي، وكانت موضع قتال شديد أثناء ثورة عدن عام 1963. وفي عام 1964، هاجم رجال قبيلة مشيخة القطيبي البريطانيين على طريق القوافل بين عدن ومكة الذي كان يمر عبر بلدة الضالع المجاورة. وكان رجال القبائل عادة ما يحصلون الرسوم من القوافل المارة، إلا أن تطبيق الاتحاد الجمركي بين اتحاد الجنوب العربي والمملكة العربية السعودية عام 1962 أوقف تلك الممارسة، الأمر الذي أثار حفيظة رجال القبائل. والجدير بالذكر ان ردفان تتكون من اربع مديريات وتتبع محافضة لحج جنوبي شرقي اليمن. أعلى نقطة في ردفان هي جبل حورية ويبلغ 1867م (6125 قدم).

## عن المنطقة
معظم مساحة مديرية ردفان تتكون من جبال وجبالها مسننة ووعرة، نادرة الأشجار، مع ذلك فإنها احتضنت المجموعات الأولى التي اعلنت الثورة على الإنجليز، بعد أن استعمروا البلاد منذ عام 1839م وجعلوا ميناء عدن محطة مهمة تزودهم بالوقود والغذاء لمواصلة رحلتهم إلى مستعمراتهم في الهند أو العكس.
إن مديرية ردفان تتبع الآن محافظة لحج، أي المحافظة الثانية كما كانت تسمى من قبل، وهي تقع شمال مدينة عدن، وتبعد عنها حوالي مائة كيلومتر، ولا يوجد قرية أو بلدة، أو جبل محدد اسمه ردفان.. بل أنه اسم يطلق على منطقة باكملها بما فيها من جبال ووديان وقرى وسهول، واعلى ارتفاع سجل لاحدى قمم جبالها وصل إلى 1862 مترا.

### أرض الجبال العالية
بيوت القرى موزعة على رؤس الجبال والتلال، معظم بيوتها مبنية من طابق أو طابقين، ولا يوجد ما هو ضخم أو كبير هنا، الطريق الرئيسي (مسفلت) وما عداه ما زال على حاله من تراب.

### الحبيلين
عاصمة المديرية، ويصل عدد سكانها إلى حوالي 18الف نسمة، والحبيل هو الأرض المنبسطة، والحبيلين هو مثنى حبيل، تقع البلدة في سهل تحيطه الوديان والتلال، بعض الاشجار والزراعات القليلة تظهر بين الوديان. المنطقة جبلية والمساحات السهلية أو القابلة للزراعة فيها قليلة ربما لا تزيد على 15% من مساحة المنطقة التي تصل إلى حوالي 2500كيلومتر مربع، تحتوي على حوالي 135قرية، ربما لا يصل عدد افراد بعض القرى إلى 20 أو 30 فردا.

## وصلات خارجية
- "Radfan" page at The History of British Military Conflicts since 1945
- "Tracking the 'Red Wolves of Radfan': from 1964 through 1967"